# Сертурини, Аннамария
Аннамария Сертурини (итал. Annamaria Serturini; род. 13 мая 1998, Альцано-Ломбардо, Ломбардия, Италия) — итальянская футболистка, полузащитник итальянского клуба «Интернационале» и сборной Италии.

## Карьера в клубе
Сертурини начала свою карьеру в итальянском футбольном клубе «Брешиа», а в 2017 году перешла в «Пинк Спорт Тайм».
Через сезон оказалась в итальянской «Рома». За время, проведённое в этом клубе, Сертурини завершила сезон 2018/19 годов в качестве лучшего бомбардира команды. 8 декабря 2020 года Сертурини сыграла свой сотый матч в Серии А. В 2021 году вместе с командой завоевала Кубок Италии.
В феврале 2024 года Аннамария перешла в миланский «Интернационале», подписав контракт до 30 июня 2026 года.

## Карьера в сборной
Сертурини входила в состав сборной Италии до 17 лет, которая заняла третье место на чемпионате мира по футболу среди девушек до 17 лет в 2014 году.
Была приглашена в первую сборную для участия в чемпионате мира по футболу среди женщин 2019 года. Стала самой молодой футболисткой в истории женского итальянского футбола, которого вызвали в первую сборную.
2 июля 2023 года Сертурини была включена в состав сборной Италии для участия в чемпионате мира по футболу среди женщин 2023 года.
В июне 2025 года была заявлена в сборную Италии для участия в чемпионате Европы.

## Достижения
- Обладательница Кубка Италии: 2014/15, 2015/16, 2020/21
- Обладатель Суперкубка Италии: 2015, 2016, 2022